# 坂本實 (情報学者)
坂本 實（さかもと みのる、1936年 - ）は、日本の情報学者。専修大学教授として33年奉職し、情報科学研究所所長、情報科学研究センター長、経営学部長、ネットワーク情報学部長、理事、評議員などの要職を歴任した。専門分野は、オペレーションズ・リサーチ、最適制御理論、数学モデル、経営情報学などである。

## 経歴
「専修ネットワーク&インフォメーション（坂本實教授退職記念号）」に基づき経歴を記述する。
- 1960年（昭和35年）－早稲田大学第一理工学部数学科卒業
- 1964年（昭和39年）－早稲田大学大学院理工学研究科修士課程修了
- 1967年（昭和42年）－獨協大学経済学部講師
- 1969年（昭和44年）－早稲田大学大学院理工学研究科博士課程単位取得
- 1974年（昭和49年）－専修大学経営学部助教授
- 1975年（昭和50年）－専修大学経営学部教授
- 1981年（昭和56年）－専修大学情報科学研究所初代所長
- 1990年（平成2年） - 1994年（平成6年）－専修大学経営学部長
- 2001年（平成13年）－専修大学ネットワーク情報学部教授
- 2003年（平成15年） - 2004年（平成16年）－専修大学情報科学研究所所長
- 2004年（平成16年）－2005年（平成17年）専修大学ネットワーク情報学部長
- 2007年（平成19年）－専修大学名誉教授

## 訳書
この節出典：
- ボルチャンスキー『最適制御の数学的方法』総合図書、1968年
- ソロドフニコフ『線形代数と線形計画法』総合図書、1968年
- ゲルシゴルン『数理計画法』総合図書、1969年
- ロザノフ『確率論 モンテカルロ法』総合科学出版、1970年
- ポントリャーギン、ガブリノフ『競争の場の最適過程』東京図書、1971年
- グノエンスキー『制御システム論の数学的基礎1,2』東京図書、1971年
- アメリキン『常微分方程式モデル入門』森北出版、1996年
- ボルチャンスキー『最適制御理論における最大値原理』森北出版、2000年

## 研究業績
- 「制約成分をもつある種のシステムについて」専修大学経営学論集第25号、1978年
- 「極限問題の理論「シャチョール（テント法）」について」専修大学情報科学研究No.2、1982年
- 「ダイナミックプログラミングおよび最大値原理(1)～(5)」オペレーションズ・リサーチVol.13,No.12（1968年） - Vol.14,No.3（1969年）
- 「最適制御原論の動向(1)～(4)」オペレーションズ・リサーチVol.27,No.1（1982年） - Vol.27,No.4（1982年)

## 専修大学における教育研究
経営学部とネットワーク情報学部の両学部において学部長を務め、初代の専修大学情報科学研究所所長に就任するなど重責を歴任した。「専修ネットワーク＆インフォメーション坂本實教授退職記念号」には、多くの言葉が寄せられているが、組織の意見をまとめる忍耐力と組織のメンバーへの配慮により、円滑な組織運営を可能にしたとの意見が多い。
坂本實の業績にはロシア語の翻訳書が多い。佐藤創によれば、坂本がロシア語に堪能であったのは、当時早稲田大学理工学部の佐藤常三教授がロシア語で数学セミナーを開いており、そこに優秀な学生が集まったためと見ている。また佐藤は、坂本と渾沌という中国の古い寓話を共有していた。佐藤は、「五感で捉えられるものは分かりやすい。しかし分かりやすい五感だけに頼ると、ものの本質を見逃す恐れがあると、示唆しているように思う。」と解説する。これは形式知だけでなく暗黙知が重要であることを意味している。